# Bahama's op de Olympische Zomerspelen 1996
De Bahama's namen deel aan de Olympische Zomerspelen 1996 in Atlanta, Verenigde Staten. Er werd één medaille gewonnen.

## Medailles
| Sport    | Olympiër                                                                            | Onderdeel  | Medaille |
| -------- | ----------------------------------------------------------------------------------- | ---------- | -------- |
| Atletiek | Eldece Clark Chandra Sturrup Sevatheda Fynes Pauline Davis-Thompson Debbie Ferguson | 4x100m (v) | Zilver   |

## Deelnemers

### Atletiek
| Olympiër                                                                                            | Discipline             | Resultaat | Prestatie                                                                                       |
| --------------------------------------------------------------------------------------------------- | ---------------------- | --------- | ----------------------------------------------------------------------------------------------- |
| Andrew Tynes                                                                                        | 100m (m)               | DNS       | serie 2: niet gestart                                                                           |
| Renward Wells                                                                                       | 100m (m)               | 49e       | serie 1: 4e in 10,48                                                                            |
| Troy McIntosh                                                                                       | 400m (m)               | 37e       | serie 4: 4e in 46,42                                                                            |
| Carl Oliver                                                                                         | 400m (m)               | 49e       | serie 8: 6e in 47,41                                                                            |
| Dwight Ferguson Iram Lewis Joe Styles Andrew Tynes Renward Wells                                    | 4x100m (m)             | DSQ       | serie 3: 3e in 39,38 halve finale 2: gediskwalificeerd                                          |
| Theron Cooper Dennis Darling Troy McIntosh Tim Munnings Carl Oliver                                 | 4x400m (m)             | 7e        | serie 5: 2e in 3.04,09 halve finale 2: 4e in 3.02,17 finale: 7e in 3.02,71                      |
| Frank Rutherford                                                                                    | hink-stap-springen (m) | 11e       | kwalificatie groep A: 7e met 16,73m finale: 11e met 16,38m                                      |
| Troy Kemp                                                                                           | hoogspringen (m)       | 13e       | kwalificatie groep A: 3e met 2,28m finale: 13e met 2,25m                                        |
| Ian Thompson                                                                                        | hoogspringen (m)       | 20e       | kwalificatie groep B: 10e met 2,26m                                                             |
| |                        |           |                                                                                                 |
| Eldece Clarke-Lewis                                                                                 | 100m (v)               | 21e       | serie 4: 4e in 11,33 kwartfinale 4: 5e in 11,47                                                 |
| Debbie Ferguson-McKenzie                                                                            | 100m (v)               | 13e       | serie 7: 4e in 11,33 kwartfinale 2: 3e in 11,26 halve finale 1: 7e in 11,28                     |
| Chandra Sturrup                                                                                     | 100m (v)               | 20e       | serie 1: 1e in 11,24 kwartfinale 3: 2e in 11,21 halve finale 2: 4e in 11,07 finale: 4e in 11,00 |
| Savatheda Fynes                                                                                     | 200m (v)               | 20e       | serie 6: 6e in 23,39 kwartfinale 2: 6e in 23,26                                                 |
| Chandra Sturrup                                                                                     | 200m (v)               | 13e       | serie 5: 2e in 22,63 kwartfinale 1: 2e in 22,81 halve finale 2: 3e in 22,54 finale: 6e in 22,54 |
| Pauline Davis-Thompson                                                                              | 400m (v)               | 4e        | serie 1: 1e in 51,00 kwartfinale 2: 2e in 51,08 halve finale 2: 3e in 49,85 finale: 4e in 49,28 |
| Eldece Clarke-Lewis Pauline Davis-Thompson Debbie Ferguson-McKenzie Savatheda Fynes Chandra Sturrup | 4x100m (v)             | Zilver    | serie 1: 2e in 43,14 finale: 2e in 42,14                                                        |
| Jackie Edwards                                                                                      | verspringen (v)        | 15e       | kwalificatie groep B: 4e met 6,55m                                                              |
| Laverne Eve                                                                                         | speerwerpen (v)        | 17e       | kwalificatie groep B: 8e met 58,48m                                                             |

### Tennis
| Olympiër                 | Discipline     | Resultaat | Prestatie                                                                                          |
| ------------------------ | -------------- | --------- | -------------------------------------------------------------------------------------------------- |
| Mark Knowles             | enkelspel (m)  | 17e       | 1e ronde: V van DEN Carlsen: 5-7, 3-6                                                              |
| Mark Knowles Roger Smith | dubbelspel (m) | 9e        | 1e ronde: W van POR Couto/Mota: 7-6(6), 7-6(4) 2e ronde: V van CRO Hiršzon/Ivanišević: 6-7(4), 3-6 |

### Zeilen
| Olympiër                           | Discipline | Resultaat | Prestatie                                      |
| ---------------------------------- | ---------- | --------- | ---------------------------------------------- |
| Robert Dunkley                     | laser      | 47e       | 379 punten: (48-41-46-41-45-46-43-43-41-42-37) |
| William Holoweskoy Myles Pritchard | star       | 19e       | 128 punten: (20-11-15-20-21-18-12-23-20-12)    |

### Zwemmen
| Olympiër     | Discipline         | Resultaat | Prestatie                                       |
| ------------ | ------------------ | --------- | ----------------------------------------------- |
| Allan Murray | 50m vrije slag (m) | 12e       | serie 9: 3e in 22,75 (NR) finale B: 4e in 22,92 |

Afghanistan · Albanië · Algerije · Amerikaanse Maagdeneilanden · Amerikaans-Samoa · Andorra · Angola · Antigua‑Barbuda · Argentinië · Armenië · Aruba · Australië · Azerbeidzjan · Bahama's · Bahrein · Bangladesh · Barbados · België · Belize · Benin · Bermuda · Bhutan · Bolivia · Bosnië en Herzegovina · Botswana · Brazilië · Britse Maagdeneilanden · Brunei · Bulgarije · Burkina Faso · Burundi · Cambodja · Canada · Centraal-Afrikaanse Republiek · Chili · China · Chinees Taipei · Colombia · Comoren · Congo-Brazzaville · Cookeilanden · Costa Rica · Cuba · Cyprus · Denemarken · Djibouti · Dominica · Dominicaanse Republiek · Duitsland · Ecuador · Egypte · El Salvador · Equatoriaal-Guinea · Estland · Ethiopië · Fiji · Filipijnen · Finland · Frankrijk · Gabon · Gambia · Georgië · Ghana · Grenada · Griekenland · Groot-Brittannië · Guam · Guatemala · Guinee · Guinee-Bissau · Guyana · Haïti · Honduras · Hongarije · Hongkong · Ierland · IJsland · India · Indonesië · Irak · Iran · Israël · Italië · Ivoorkust · Jamaica · Japan · Jemen · Joegoslavië · Jordanië · Kaaimaneilanden · Kaapverdië · Kameroen · Kazachstan · Kenia · Kirgizië · Koeweit · Kroatië · Laos · Lesotho · Letland · Libanon · Liberia · Libië · Liechtenstein · Litouwen · Luxemburg ·  Macedonië · Madagaskar · Malawi · Malediven · Maleisië · Mali · Malta · Marokko · Mauritanië · Mauritius · Mexico · Moldavië · Monaco · Mongolië · Mozambique · Myanmar · Namibië · Nauru · Nederland · Nederlandse Antillen · Nepal · Nicaragua · Nieuw-Zeeland · Niger · Nigeria · Noord-Korea · Noorwegen · Oeganda · Oekraïne · Oezbekistan · Oman · Oostenrijk · Pakistan · Palestina · Panama · Papoea-Nieuw-Guinea · Paraguay · Peru · Polen · Portugal · Puerto Rico · Qatar · Roemenië · Rusland · Rwanda · Saint Kitts en Nevis · Saint Lucia · Saint Vincent en Grenadines · Salomonseilanden · Samoa · San Marino · Sao Tomé en Principe · Saoedi-Arabië · Senegal · Seychellen · Sierra Leone · Singapore · Slovenië · Slowakije · Soedan · Somalië · Spanje · Sri Lanka · Suriname · Swaziland · Syrië · Tadzjikistan · Tanzania · Thailand · Togo · Tonga · Trinidad en Tobago · Tsjaad · Tsjechië · Tunesië · Turkije · Turkmenistan · Uruguay · Vanuatu · Venezuela · Verenigde Arabische Emiraten · Verenigde Staten · Vietnam · Wit-Rusland · Zaïre · Zambia · Zimbabwe · Zuid-Afrika · Zuid-Korea · Zweden · Zwitserland